# Тейлер, Джон
Джон Тейлер (англ. John Tayler; 4 июля 1742, Нью-Йорк — 19 марта 1829, Олбани (Нью-Йорк)) — американский предприниматель, политик, государственный деятель, 5-й губернатор штата Нью-Йорк (24 февраля 1817 — 30 июня 1817). Исполняющий обязанности губернатора Нью-Йорка (1811). Вице—губернатор штата Нью-Йорк (1813—1817, 1817—1822).

## Биография
Успешный бизнесмен, разбогател на торговле сельскохозяйственными продуктами и лесном бизнесе.
Участник войны за независимость США, по окончании которой был привлечен к государственной службе. Политик, член основанной Томасом Джефферсоном Демократическо-республиканской партии.
В 1777—1779, 1780—1781 и с 1785 по 1787 год трижды избирался членом Ассамблеи штата Нью-Йорк от округа Олбани. В 1793 году назначен заместителем мэра Олбани, стал первым судьей округа Олбани.
В 1798 году безуспешно баллотировался на пост сенатора штата Нью-Йорк. Позже с 1804 по 1813 год заседал в сенате штата Нью-Йорк.
В январе 1811 года был избран временно исполняющим обязанности президента Сената штата Нью-Йорк и исполнял обязанности вице—губернатора до конца июня 1811 года.
В 1813—1817 и 1817—1822 годах — Вице—губернатор штата Нью-Йорк. С 24 февраля по 30 июня 1817 года занимал должность губернатора штата Нью-Йорк.
Дуэль между Александром Гамильтоном и Аароном Берром, произошедшая в 1804 году, связана со ссорой в доме Д. Тейлера.
В 1828 году Тейлер был членом Коллегии выборщиков президента США.